# بوبي لندن
بوبي لندن (بالإنجليزية: Bobby London)‏ هو رسام كارتون أمريكي، ولد في 29 يونيو 1950 في بروكلين في الولايات المتحدة.

## وصلات خارجية
- بوبي لندن على موقع IMDb (الإنجليزية)
- بوبي لندن على موقع قاعدة بيانات برودواي على الإنترنت (الإنجليزية)